# جون غودارد (لاعب دوري الرغبي)
جون غودارد (بالإنجليزية: Jon Goddard)‏ هو لاعب دوري الرغبي بريطاني، ولد في 21 يونيو 1982 في Pontefract ‏ في المملكة المتحدة.